# Horsfieldia palauensis
Espèce
Statut de conservation UICN

 NT  : Quasi menacé
Horsfieldia palauensis est une espèce de plantes de la famille des Myristicacées.